# Trou du Nord (kommun)
Trou du Nord är en kommun i Haiti.   Den ligger i departementet Nord-Est, i den nordöstra delen av landet, 120 km norr om huvudstaden Port-au-Prince.